# 이와시로촌
이와시로촌(岩代村)은 와카야마현 히다카군에 있던 촌이다. 현재의 미나베정 남서쪽 끝에 해당한다.

## 역사
- 1889년 4월 1일 - 정촌제 시행에 의해 2촌의 구역을 가지고 성립하였다.
- 1954년 8월 1일 - 미나베정에 편입해, 동일 이와시로촌은 폐지되었다.

## 교통

### 철도
- 일본국유철도
  - 기세이 서선 (현 기세이 본선)

### 도로
현재는 한와자동차도로가 구촌 지역을 통과하지만, 당시에는 미개통 상태였다.

## 참고문헌
- 『가도카와 일본 지명 대사전 30 和歌山県』